# Hypocrea cornea
Hypocrea cornea är en svampart som beskrevs av Pat. 1890. Hypocrea cornea ingår i släktet svampdynor och familjen Hypocreaceae.   Inga underarter finns listade i Catalogue of Life.